# リース・ジェームズ (1999年生のサッカー選手)
リース・ジェームズ（Reece James, 1999年12月8日 - ）は、イングランド・ロンドン出身のプロサッカー選手。イングランド代表。プレミアリーグ・チェルシーFC所属。ポジションはディフェンダー。

## 経歴

### クラブ
2017年3月、チェルシーと初のプロ契約を締結した。2017-18シーズンはU-18チームのキャプテンを務め、FAユースカップの優勝に貢献し、アカデミーの年間最優秀選手に選出された。
2018-19シーズンはウィガン・アスレティックにローン移籍。リーグ戦45試合に出場し、チームのチャンピオンシップ残留に貢献。96パーセントの得票率でサポーター選出の年間最優秀選手に選出された。さらに、選手が選ぶ年間最優秀選手にも選出された。
2019-20シーズンにチェルシーに復帰した。2019年11月7日、UEFAチャンピオンズリーグ第4節のアヤックス戦でゴールを挙げ、チェルシー史上最年少得点者となった。2020年1月16日、クラブとの契約を2025年まで延長した。
2020-21シーズン、トゥヘル監督就任後、本職はサイドバックだが、システムの変更により3バックの右も務めた。9月14日、ブライトンとの開幕戦では勝ち越しゴールを挙げ勝利に貢献した。11月24日、CLグループステージ第5節、ユヴェントス戦でゴールを挙げ、4−0でチームは勝利した。UEFAチャンピオンズリーグ決勝のマンチェスターシティ戦では後に同僚となるラヒーム・スターリングを抑え込むなど優勝に貢献した。
2021-22シーズンには、8月23日のアーセナルとのビッグロンドン・ダービーで1ゴール1アシストを記録し、2-0でチームは勝利した。DFでありながらリーグ戦では5ゴール9アシストを記録した。
2022年9月5日、クラブとの契約を3年間延長することで合意。
2022-23シーズン、開幕から先発出場するなど活躍。トゥヘル監督の後を引き継いだポッター監督の信頼を得て、試合に出場し続けた。リーグ第9節のクリスタルパレス戦、チャンピオンズリーググループステージ第3節のミラン戦と
公式戦2試合連続でプレイヤー・オブ・ザ・マッチに選出された。
2023-24シーズンからはチームのキャプテンに就任した。

### 代表
2020年10月、イングランド代表に初招集されると、ウェールズ戦に途中出場し、A代表デビュー。10月14日、デンマーク戦では代表では初のフル出場を果たしたが、試合終了後に審判に異を唱えたためにレッドカードを受けた。
2025年3月24日、FIFAワールドカップ予選のラトビア戦で直接フリーキックにより代表初ゴールを記録した。

## 人物・エピソード
チェルシーFCウィメン所属のローレン・ジェームズは2歳年下の実妹。
2020年10月16日、チャリティーのイベントに参加していた際に、自身の車の窓ガラスを割られて車上荒らしに遭った。

## 個人成績

### クラブ
| 国内大会個人成績 | 国内大会個人成績         | 国内大会個人成績 | 国内大会個人成績   | 国内大会個人成績 | 国内大会個人成績 | 国内大会個人成績 | 国内大会個人成績 | 国内大会個人成績 | 国内大会個人成績 | 国内大会個人成績 | 国内大会個人成績 |
| 年度             | クラブ                   | 背番号           | リーグ             | リーグ戦         | リーグ戦         | リーグ杯         | リーグ杯         | オープン杯       | オープン杯       | 期間通算         | 期間通算         |
| 年度             | クラブ                   | 背番号           | リーグ             | 出場             | 得点             | 出場             | 得点             | 出場             | 得点             | 出場             | 得点             |
| イングランド     | イングランド             | イングランド     | イングランド       | リーグ戦         | リーグ戦         | FLカップ         | FLカップ         | FAカップ         | FAカップ         | 期間通算         | 期間通算         |
| ---------------- | ------------------------ | ---------------- | ------------------ | ---------------- | ---------------- | ---------------- | ---------------- | ---------------- | ---------------- | ---------------- | ---------------- |
| 2018-19          | ウィガン・アスレティック | 12               | チャンピオンシップ | 45               | 3                | 0                | 0                | 1                | 0                | 46               | 3                |
| 2019-20          | チェルシー               | 24               | プレミアリーグ     | 24               | 0                | 2                | 1                | 5                | 0                | 31               | 1                |
| 2020-21          | チェルシー               | 24               | プレミアリーグ     | 32               | 1                | 0                | 0                | 5                | 0                | 37               | 1                |
| 2021-22          | チェルシー               | 24               | プレミアリーグ     | 26               | 5                | 4                | 0                | 3                | 0                | 33               | 5                |
| 2022-23          | チェルシー               | 24               | プレミアリーグ     | 16               | 1                | 0                | 0                | 0                | 0                | 16               | 1                |
| 2023-24          | チェルシー               | 24               | プレミアリーグ     | 10               | 0                | 1                | 0                | 0                | 0                | 11               | 0                |
| 2024-25          | チェルシー               | 24               | プレミアリーグ     | 19               | 1                | 0                | 0                | 1                | 0                | 20               | 1                |
| 通算             | イングランド             | イングランド     | チャンピオンシップ | 45               | 3                | 0                | 0                | 1                | 0                | 46               | 3                |
| 通算             | イングランド             | イングランド     | プレミアリーグ     | 127              | 8                | 7                | 1                | 14               | 0                | 148              | 9                |
| 総通算           | 総通算                   | 総通算           | 総通算             | 172              | 11               | 7                | 1                | 15               | 0                | 194              | 12               |

### 代表
| イングランド代表 | 国際Aマッチ | 国際Aマッチ |
| 年               | 出場        | 得点        |
| ---------------- | ----------- | ----------- |
| 2020             | 4           | 0           |
| 2021             | 6           | 0           |
| 2022             | 5           | 0           |
| 2023             | 1           | 0           |
| 2024             | 0           | 0           |
| 2025             | 2           | 1           |
| 通算             | 18          | 1           |

## タイトル

### クラブ
チェルシーU-18
- U-18プレミアリーグ（2017-18）
- FAユースカップ（2017-18）

チェルシー
- UEFAチャンピオンズリーグ（2020-21）[7]
- UEFAスーパーカップ（2021）
- UEFAカンファレンスリーグ（2024-25）[17]
- FIFAクラブワールドカップ（2021, 2025）[18][19]

### 代表
U-19イングランド代表
- UEFA U-19欧州選手権（2017）

### 個人
- ウィガン・アスレティック シーズン最優秀選手（2018-19）[20]
- FAカップ シーズンベストイレヴン（2020-21）[21]